# Kristian House
Kristian House (Bournemouth, 6 d'octubre de 1979) és un ciclista anglès, professional des del 2006. Actualment corre a l'equip One Pro Cycling. En el seu palmarès destaca el Campionat del Regne Unit en ruta de 2009.

## Palmarès
- 2003
  - Vencedor d'una etapa de la Herald Sun Tour
- 2006
  - 1r al Premier Calendar Road Series
  - 1r a la FBD Insurance Rás
  - 1r al Tour de Tasmània i vencedor d'una etapa
  - Vencedor d'una etapa a la Ruban Granitier Breton
  - Vencedor d'una etapa al Tour de Southland
- 2009
  -  Campió del Regne Unit en ruta
- 2010
  - Vencedor d'una etapa a la Volta al Japó
- 2011
  - 1r a la Volta a Sud-àfrica i vencedor d'una etapa
  - Vencedor d'una etapa a la Volta a Lleó
- 2014
  - 1r al Beaumont Trophy
- 2016
  - Vencedor d'una etapa a la New Zealand Cycle Classic